# What If (singel Darina)
What If – trzeci i ostatni singel szwedzkiego piosenkarza Darina z czwartego albumu "Flashback".

## Teledysk
20 marca 2009 na profilu YouTube Darina pojawiło się wideo do utworu. W teledysku Darin śpiewa w pomieszczeniu, które wypełniają telewizory. Na ekranie widoczne są sceny jakie dzieją się każdego dnia w szkole.

## Pozycje na listach
| Lista          | Najwyższa pozycja |
| -------------- | ----------------- |
| Swedish Top 60 | 51                |